# Sandra Gómez Pérez
Sandra Gómez Perez (nascida em 22 e maio de 1986) é uma nadadora paralímpica espanhola.
Participou dos Jogos Paralímpicos de Verão de 2012, realizados em Londres, onde representou a Espanha.